# Hydrosmecta tenella
Hydrosmecta tenella är en skalbaggsart som först beskrevs av Mannerheim 1830.  Hydrosmecta tenella ingår i släktet Hydrosmecta, och familjen kortvingar. Enligt den finländska rödlistan är arten nära hotad i Finland. Arten är reproducerande i Sverige. Artens livsmiljö är sandstränder vid sötvatten.